# 中津川線
中津川線（なかつがわせん）は、長野県飯田市にある飯田線飯田駅と岐阜県中津川市にある中央西線中津川駅を結ぶ計画だった日本国有鉄道（国鉄）の鉄道路線（未成線）である。路線全長は36.175 km。線路等級は乙線、全線単線・電化で計画されていた。

## 概要

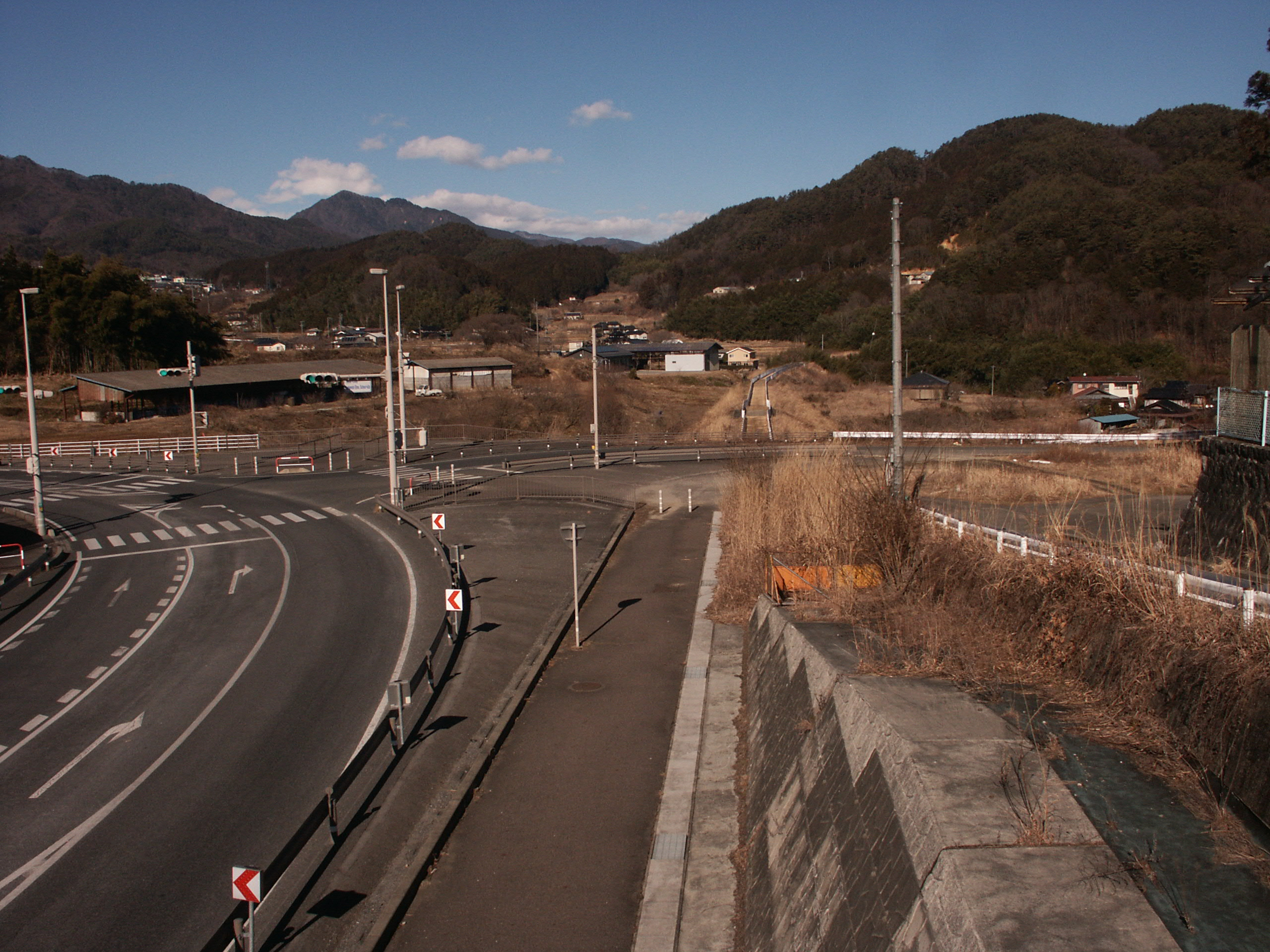
国道153号線山本小学校北交差点付近（中津川線予定地を二ツ山トンネル南側坑口方向に撮影）

当初は飯田市と木曽郡南木曽町を結ぶ鉄道計画であったが、後に中津川市へ接続する計画に変更された。
当初は順調に建設が進み、中央本線との直通により中京圏と伊那地方を直結する鉄道として開通後の需要も見込まれていたが、総花的な新線建設の予算配分が災いしてトンネルにはほとんど着手できなかった。また、整備新幹線が法制化されると、地元も在来線である当路線よりも並行する中央新幹線の誘致を重視するようになり、熱意が薄れたとも言われる。
1978年の長野国体までに完成させようとする動きもあったが、1975年に中央新幹線と同じく当路線と並行する中央自動車道が開通すると計画は頓挫した。なお、当路線の計画区間と並行する形で開通した中央自動車道の恵那山トンネルは上下線とも全長8 km以上の長大トンネルであるため、可燃物を積載したタンクローリーなど危険物積載車両の通行が禁止されている一方、当路線開業時には飯田線の元善光寺駅に石油貨物列車用ターミナルを設置する計画だった。
工事は伊那山本駅 - 二ッ山トンネル付近の路盤・トンネルが完工し、木曽山脈を貫く全長10 kmに及ぶ神坂（みさか）トンネルの調査坑がわずかに掘られたのみで、それ以外は手つかずのまま終わった。着工当時、飯田線は電化済で、まだ非電化だった中央本線にも電化計画があったため、当初より直流電化路線として計画されていた。
本路線は日本鉄道建設公団のB線（地方幹線）として工事が進められていたが、1980年の国鉄再建法施行で工事が凍結されたB線（久慈線、盛線、野岩線、北越北線、中津川線、智頭線）のうち、唯一鉄道として完成を見ることがなかった。
今尾恵介は、仮に中津川線が開業して名古屋駅から飯田駅まで中央本線・中津川線経由のルート（距離116.1 km）で特急列車が運行されていた場合、2022年時点で中央本線の名古屋駅 - 中津川駅間を48分で結んでいる特急「しなの」（表定速度は99.9 km/h）のスピードを当てはめれば、中津川線区間（全長36.175 km）は22分、名古屋駅 - 飯田駅間は同年時点で名鉄バスセンター - 飯田駅前間を結んでいる高速バス（所要時間1時間54分）より速い1時間10分で結べたであろうと試算し、後述の昼神温泉へのアクセスも格段に便利になっていただろうと指摘している。
中京圏と伊那地方を直結するという本路線に期待された役割は、1975年の中央自動車道開通と同時に運行を開始した中央道特急バス（現・中央道高速バス）が担った。
中津川と飯田の2都市間を結ぶ路線としては、1998年4月にジェイアール東海バスと信南交通が、中津川 - 飯田間を中央自動車道経由で結ぶ高速バス路線「いいなかライナー号」の運行を開始した。1999年に運行を開始した中央西線の快速列車「セントラルライナー」と連携しての集客策も展開されたが、途中中津川駅で乗り換えが生じたことから、既に利用者が定着していた中央道高速バス飯田 - 名古屋線の旅客を取り込むことができず、2004年10月15日限りで廃止された（信南交通は後に撤退し、最終時は7往復が設定されていた）。現在では、中津川駅近辺と飯田駅近辺の双方を経由する高速バスが存在しないため、中津川 - 飯田間を直接結ぶ都市間輸送手段は皆無となっている。（中央道高速バスの飯田（信南バスセンター）・上飯田バスストップ - 中津川バスストップ双方に停車する便に乗れば越境可能。ただし、本数は少ないので、飯田 - 名古屋間を結ぶ高速バスを利用して馬篭バスストップ、最寄の北恵那交通神坂小中学校前バス停と中津川駅を結ぶ路線バスを利用して行き来することもできる。
なお、神坂トンネルの水抜きボーリング中に湧き出た温泉が昼神温泉である。昼神駅予定地には「国民年金保養センターひるがみ（現：阿智の里ひるがみ）」が、神坂駅予定地には「中津川温泉クアリゾート湯舟沢」が建設された。

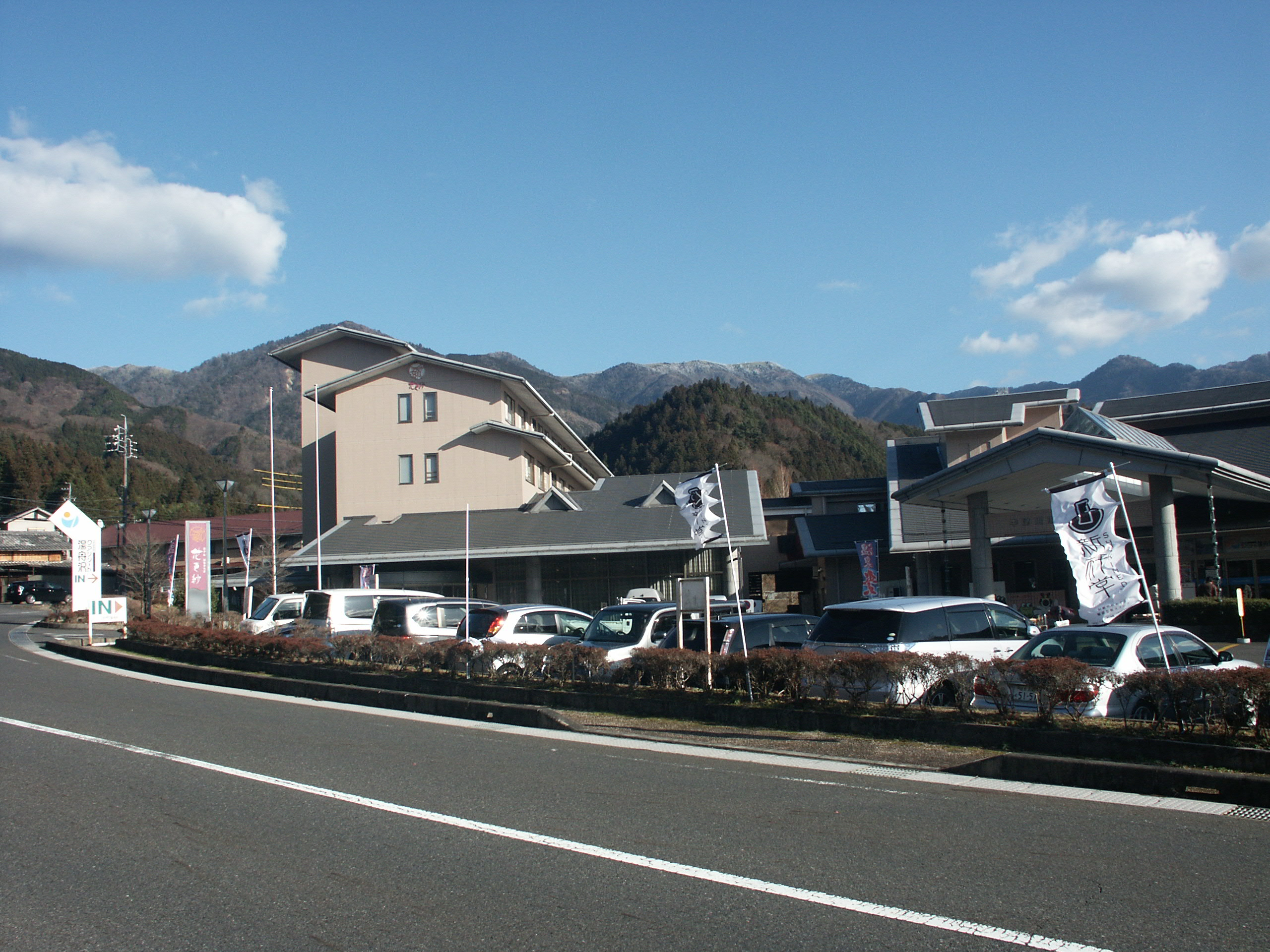
中津川温泉クアリゾート湯舟沢

なお、中津川市と飯田市を結ぶ鉄道路線の夢は在来線としては潰えたが、2027年以降開業予定のリニア中央新幹線によって実現する見込みである。

## 中津川線の歴史
- 1921年（大正10年） - 飯津電鉄株式会社により飯田 - 中津川間の鉄道が企画されるが認可にはならず[6][7]。
- 1922年（大正11年） - 飯田 - 三留野（南木曽）間鉄道が建設予定線として鉄道敷設法別表第60号に記載。
- 1951年（昭和26年） - 長野県、岐阜県で建設運動が再燃。
- 1957年（昭和32年）4月 - 鉄道建設審議会の総会において調査線に指定[8][9]。
- 1961年（昭和36年）6月 - 鉄道敷設法が改正、飯田 - 中津川間鉄道が別表第60号の2に追加。
- 1962年（昭和37年） - 鉄道建設審議会の総会において建設線に昇格[10]。
- 1963年（昭和38年）8月 - 国鉄による実地調査開始（飯田、園原、富士見台、中津川の4か所）
- 1964年（昭和39年） - 日本鉄道建設公団発足、B線（地方幹線）の工事線に位置付け[11]。
- 1966年（昭和41年） - 工事実施計画を承認。
- 1967年（昭和42年）11月 - 用地買収が難航するも、二ツ山トンネルの掘削工事が着工[12]。
- 1968年（昭和43年）5月9日 - 起工式を実施[13][14]。
- 1973年（昭和48年） - 昼神温泉湧出[15]。掘削機械が故障して、工事は事実上中断。
- 1975年（昭和50年）8月23日 - 中央自動車道の恵那山トンネル開通。
- 1976年（昭和51年） - 中津川線建設に計上された22億5000万円の予算が他線建設に流用。
- 1980年（昭和55年） - 国鉄再建法施行により建設予算計上が見送られ、工事凍結。
- 1989年（平成元年） - 建設用地が日本国有鉄道清算事業団に譲渡。計画は頓挫。

## 設置予定駅
飯田駅 - 伊那中村駅 - 伊那山本駅 - 阿智駅 - 昼神駅 -（神坂トンネル内に夜烏山信号場、富士見台信号場）- 神坂駅 - 美濃落合駅 - 中津川駅
その他、阿智村から「園原駅」を設ける要望が出されていたが、見送られている。

## 関連項目

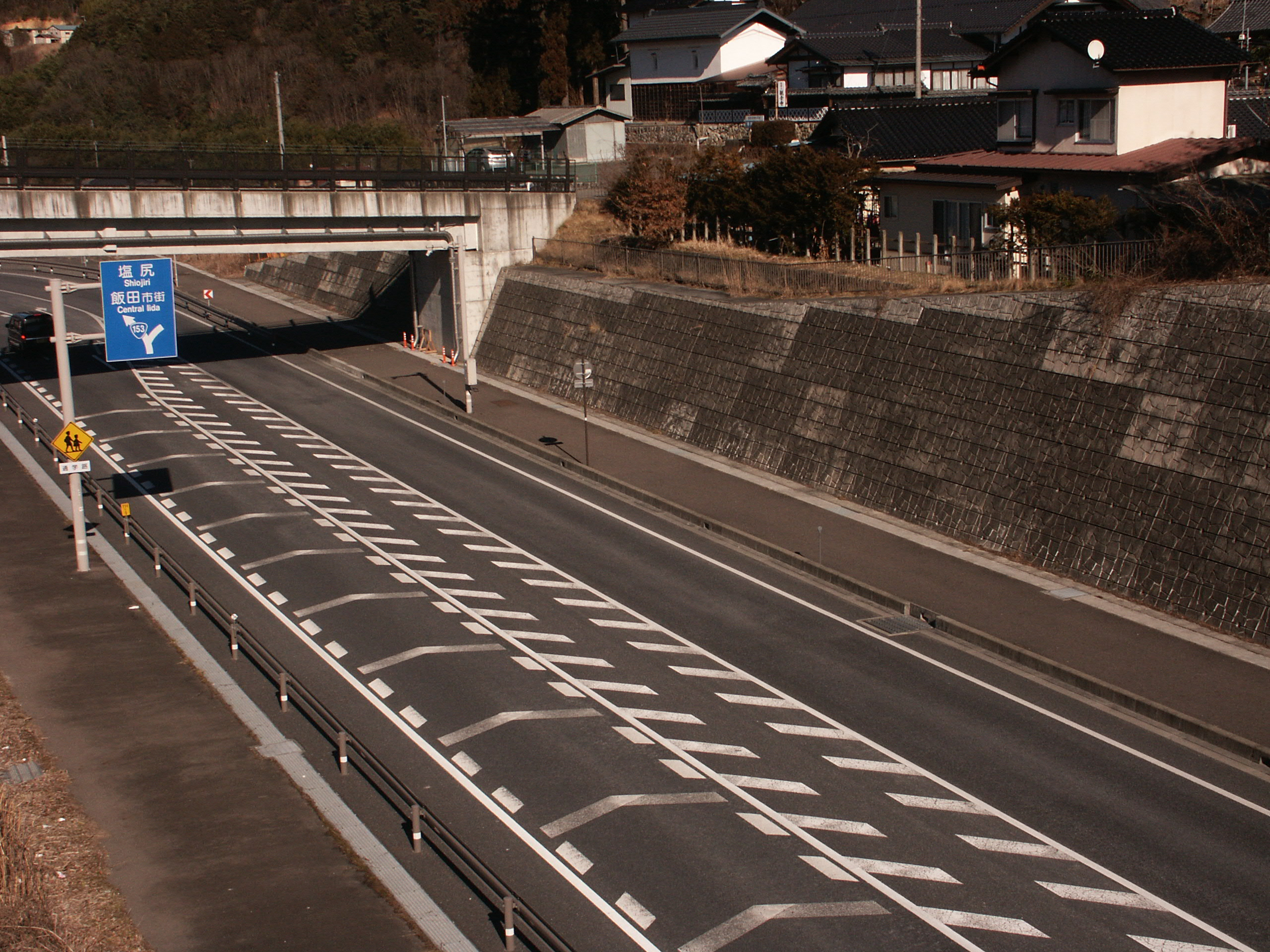
国道153号線山本小学校北交差点付近（国道153号線の擁壁と民家側に中津川線の擁壁と柵がある。）